# Svensk mesterskab i ishockey 1929
Det svenske mesterskab i ishockey 1929 var det ottende svenske mesterskab i ishockey for mandlige klubhold. Mesterskabet havde deltagelse af 11 klubber og blev afviklet som en cupturnering i perioden 12. februar - 6. marts 1929.
Mesterskabet blev vundet af IK Göta, som dermed vandt mesterskabet for sjette gang i alt og tredje sæson i træk. I SM-finalen vandt holdet med 2-1 over Södertälje SK, der var i finalen for tredje gang i alt, og som tabte for andet år i træk.

## Resultater

### Indledende runde
| Dato        | Kamp                             | Res. |
| ----------- | -------------------------------- | ---- |
| 12. februar | Lidingö IF - IK Mode             | 3–1  |
| 15. februar | UoIF Matteuspojkarna - IF Linnéa | 2–1  |
| 19. februar | Nacka SK - IFK Stockholm         | 5–4  |

### Kvartfinaler
| Dato        | Kamp                               | Res. |
| ----------- | ---------------------------------- | ---- |
| 19. februar | IK Göta - Djurgårdens IF           | 0–0  |
| 19. februar | Södertälje SK - Karlbergs BK       | 3–1  |
| 19. februar | Hammarby IF - UoIF Matteuspojkarna | 7–1  |
| ?           | Nacka SK - Lidingö IF              | 4–3  |

#### Omkamp
| Dato        | Kamp                     | Res. |
| ----------- | ------------------------ | ---- |
| 26. februar | IK Göta - Djurgårdens IF | 1–0  |

### Semifinaler
| Dato        | Kamp                        | Res. |
| ----------- | --------------------------- | ---- |
| 22. februar | Södertälje SK - Hammarby IF | 5–0  |
| 1. marts    | IK Göta - Nacka SK          | 4–1  |

### Finale
| Dato     | Kamp                    | Res. |
| -------- | ----------------------- | ---- |
| 6. marts | IK Göta - Södertälje SK | 2–1  |

## Mesterholdet
IK Göta's mesterhold bestod af følgende spillere:
- Alvar Axelsson (1. SM-titel)
- Lars-Åke Alvarsson (1. SM-titel)
- Erik Burman (2. SM-titel)
- Gunnar Galin (3. SM-titel)
- Gustav Johansson (3. SM-titel)
- Einar Lundell (6. SM-titel)
- Curt Sucksdorff (2. SM-titel)
- Einar Svensson (6. SM-titel)
- Olle Waldenström (1. SM-titel)